# Podu Văleni
Podu Văleni – wieś w Rumunii, w okręgu Prahova, w gminie Poienarii Burchii. W 2011 roku liczyła 217 mieszkańców.